# Pål Alexander Kirkevold
Pål Alexander Kirkevold (Re, 10 novembre 1990) è un calciatore norvegese, attaccante dell'HamKam.

## Carriera

### Club
Dopo aver giocato nell'Ivrig/Ramnes a livello giovanile, Kirkevold è passato all'HamKam. Per questa squadra, ha contribuito alla promozione in 1. divisjon arrivata al termine del campionato 2010. Il 3 aprile 2011 ha esordito così in questa divisione, schierato titolare nel pareggio per 1-1 maturato sul campo dell'Asker. Il 3 luglio successivo ha trovato la prima rete in campionato, nel pareggio per 3-3 maturato sul campo del Kongsvinger. È rimasto in squadra fino al termine di quella stessa stagione.
Nel 2012, Kirkevold è stato ingaggiato dal Mjøndalen. Ha debuttato con questa casacca il 9 aprile, schierato titolare nel successo per 0-1 arrivato in casa dell'Alta, grazie proprio ad una sua rete. Kirkevold è rimasto in squadra per un biennio, in cui ha totalizzato complessivamente 62 presenze e 29 reti, tra tutte le competizioni.
Il 15 novembre 2013, il Sandefjord ha reso noto d'aver ingaggiato Kirkevold a parametro zero, col calciatore che si è legato al nuovo club con un contratto biennale, valido a partire dal 1º gennaio 2014. Ha esordito in squadra il 6 aprile, trovando anche una rete nella vittoria per 0-2 sul campo dell'Ullensaker/Kisa. Con 19 reti, si è laureato capocannoniere del campionato ed ha contribuito alla promozione della sua squadra in Eliteserien. In virtù delle sue prestazioni, è stato nominato miglior calciatore della 1. divisjon 2014.
Il 6 aprile 2015 ha giocato quindi la prima partita nella massima divisione locale, impiegato da titolare nel 3-1 inflitto al Bodø/Glimt. Il 26 aprile ha trovato la prima rete in questa divisione, nella sconfitta per 3-2 contro lo Strømsgodset.
Il 3 settembre 2015, i danesi dell'Hobro hanno reso noto l'ingaggio di Kirkevold, che si è legato al nuovo club con un contratto triennale. Ha debuttato in Superligaen l'11 settembre successivo, nella sconfitta interna per 0-3 contro l'Aarhus. Il 28 settembre ha siglato la prima rete nella massima divisione danese, nel 2-2 contro l'Esbjerg.
Il 31 marzo 2016, l'Hobro ha comunicato ufficialmente d'aver ceduto Kirkevold ai norvegesi del Sarpsborg 08 con la formula del prestito, valido fino al 30 giugno successivo. Il 3 aprile è così tornato a calcare i campi dell'Eliteserien, venendo schierato titolare nel pareggio per 0-0 contro il Sogndal. Il 24 aprile ha trovato le prime reti, con una doppietta messa a segno ai danni del Molde, con cui ha contribuito al successo per 4-0 della sua squadra. Il 16 giugno 2016, Hobro e Sarpsborg 08 hanno concordato l'estensione del prestito del calciatore fino al termine della stagione norvegese. Ha chiuso l'annata con 33 presenze e 8 reti, tra campionato e coppa.
Tornato all'Hobro per fine prestito, ha ritrovato la squadra in 1. Division, secondo livello del campionato. È tornato a vestire questa maglia il 5 marzo, schierato titolare nel 2-0 inflitto all'Helsingør. Al termine di quella stessa annata, l'Hobro ha fatto ritorno in Superligaen.
Il 30 luglio 2021, Kirkevold ha fatto ufficialmente ritorno in Norvegia, firmando un contratto con lo Stabæk: ha scelto di vestire la maglia numero 9.
Il 30 gennaio 2022 ha firmato nuovamente per l'HamKam, a cui si è legato con un accordo annuale.
Il 4 settembre 2023 ha prolungato il contratto che lo legava al club, fino al 31 dicembre 2025.

### Nazionale
Il 31 ottobre 2017 ha ricevuto la prima convocazione da parte del commissario tecnico Lars Lagerbäck, in vista delle partite amichevoli che la Norvegia avrebbe disputato contro Macedonia del Nord e Slovacchia, previste rispettivamente per l'11 ed il 14 novembre successivi. L'11 novembre ha quindi effettuato il proprio esordio, subentrando ad Alexander Sørloth nella sfida persa per 2-0 contro la selezione macedone.

## Statistiche

### Presenze e reti nei club
Statistiche aggiornate al 1º febbraio 2022.
| Stagione            | Club              | Campionato        | Campionato | Campionato | Coppe nazionali | Coppe nazionali | Coppe nazionali | Coppe continentali | Coppe continentali | Coppe continentali | Supercoppe | Supercoppe | Supercoppe | Totale | Totale |
| Stagione            | Club              | Comp              | Pres       | Reti       | Comp            | Pres            | Reti            | Comp               | Pres               | Reti               | Comp       | Pres       | Reti       | Pres   | Reti   |
| ------------------- | ----------------- | ----------------- | ---------- | ---------- | --------------- | --------------- | --------------- | ------------------ | ------------------ | ------------------ | ---------- | ---------- | ---------- | ------ | ------ |
| 2010                | HamKam            | 2D                | ?          | ?          | CN              | ?               | ?               | -                  | -                  | -                  | -          | -          | -          | ?      | ?      |
| 2011                | HamKam            | 1D                | 27         | 8          | CN              | 2               | 0               | -                  | -                  | -                  | -          | -          | -          | 29     | 8      |
| 2012                | Mjøndalen         | 1D                | 28+1       | 9+0        | CN              | 3               | 3               | -                  | -                  | -                  | -          | -          | -          | 32     | 12     |
| 2013                | Mjøndalen         | 1D                | 25+2       | 14+0       | CN              | 3               | 3               | -                  | -                  | -                  | -          | -          | -          | 30     | 17     |
| Totale Mjøndalen    | Totale Mjøndalen  | Totale Mjøndalen  | 53+3       | 23+0       |                 | 6               | 6               |                    | -                  | -                  |            | -          | -          | 62     | 29     |
| 2014                | Sandefjord        | 1D                | 29         | 19         | CN              | 2               | 1               | -                  | -                  | -                  | -          | -          | -          | 31     | 20     |
| gen.-ago. 2015      | Sandefjord        | ES                | 21         | 8          | CN              | 5               | 3               | -                  | -                  | -                  | -          | -          | -          | 26     | 11     |
| Totale Sandefjord   | Totale Sandefjord | Totale Sandefjord | 50         | 27         |                 | 7               | 4               |                    | -                  | -                  |            | -          | -          | 57     | 31     |
| ago. 2015-mar. 2016 | Hobro             | SL                | 15         | 2          | CD              | 1               | 0               | -                  | -                  | -                  | -          | -          | -          | 16     | 2      |
| 2016                | Sarpsborg 08      | ES                | 28         | 6          | CN              | 5               | 2               | -                  | -                  | -                  | -          | -          | -          | 33     | 8      |
| gen.-giu. 2017      | Hobro             | 1D                | 14         | 9          | CD              | -               | -               | -                  | -                  | -                  | -          | -          | -          | 14     | 9      |
| 2017-2018           | Hobro             | SL                | 32         | 22         | CD              | 1               | 0               | -                  | -                  | -                  | -          | -          | -          | 33     | 22     |
| 2018-2019           | Hobro             | SL                | 19+4       | 7+0        | CD              | 1               | 0               | -                  | -                  | -                  | -          | -          | -          | 24     | 7      |
| 2019-2020           | Hobro             | SL                | 33         | 6          | CD              | 0               | 0               | -                  | -                  | -                  | -          | -          | -          | 33     | 6      |
| 2020-2021           | Hobro             | 1D                | 11         | 1          | CD              | 0               | 0               | -                  | -                  | -                  | -          | -          | -          | 11     | 1      |
| lug. 2021           | Hobro             | 1D                | 1          | 0          | CD              | 0               | 0               | -                  | -                  | -                  | -          | -          | -          | 1      | 0      |
| Totale Hobro        | Totale Hobro      | Totale Hobro      | 115+4      | 47+0       |                 | 3               | 0               |                    | -                  | -                  |            | -          | -          | 122    | 47     |
| ago.-dic. 2021      | Stabæk            | ES                | 14         | 1          | CN              | 2               | 0               | -                  | -                  | -                  | -          | -          | -          | 16     | 1      |
| 2022                | HamKam            | ES                | 0          | 0          | CN              | 0               | 0               | -                  | -                  | -                  | -          | -          | -          | 0      | 0      |
| Totale HamKam       | Totale HamKam     | Totale HamKam     | 27+        | 8+         |                 | 2+              | 0+              |                    | -                  | -                  |            | -          | -          | 30+    | 8+     |
| Totale              | Totale            | Totale            | 287+7+     | 112+0+     |                 | 25+             | 12+             |                    | -                  | -                  |            | -          | -          | 319+   | 124+   |

### Cronologia presenze e reti in nazionale
| Cronologia completa delle presenze e delle reti in nazionale ― Norvegia | Cronologia completa delle presenze e delle reti in nazionale ― Norvegia | Cronologia completa delle presenze e delle reti in nazionale ― Norvegia | Cronologia completa delle presenze e delle reti in nazionale ― Norvegia | Cronologia completa delle presenze e delle reti in nazionale ― Norvegia | Cronologia completa delle presenze e delle reti in nazionale ― Norvegia | Cronologia completa delle presenze e delle reti in nazionale ― Norvegia | Cronologia completa delle presenze e delle reti in nazionale ― Norvegia |
| Data                                                                    | Città                                                                   | In casa                                                                 | Risultato                                                               | Ospiti                                                                  | Competizione                                                            | Reti                                                                    | Note                                                                    |
| ----------------------------------------------------------------------- | ----------------------------------------------------------------------- | ----------------------------------------------------------------------- | ----------------------------------------------------------------------- | ----------------------------------------------------------------------- | ----------------------------------------------------------------------- | ----------------------------------------------------------------------- | ----------------------------------------------------------------------- |
| 11-11-2017                                                              | Skopje                                                                  | Macedonia                                                               | 2 – 0                                                                   | Norvegia                                                                | Amichevole                                                              | -                                                                       | 46’                                                                     |
| Totale                                                                  |                                                                         | Presenze                                                                | 1                                                                       |                                                                         | Reti                                                                    | 0                                                                       |                                                                         |

## Palmarès

### Club

#### Competizioni nazionali
- 2. divisjon: 1

HamKam: 2010 (gruppo 4)
- 1. divisjon: 1

Sandefjord: 2014

### Individuale
- Capocannoniere della 1. divisjon: 1

2014 (19 reti)
- Capocannoniere del campionato danese: 1

2017-2018 (22 reti)